# المر (مینه‌سوتا)
المر (به انگلیسی: Elmer) یک منطقهٔ مسکونی در ایالات متحده آمریکا است که در شهرستان سنت لوئیس، مینه‌سوتا واقع شده‌است. المر ۱۰ نفر جمعیت دارد و ۳۹۰٫۱۵ متر بالاتر از سطح دریا واقع شده‌است.